# Lipiec
Lipiec – siódmy miesiąc w roku, według kalendarza gregoriańskiego ma 31 dni. W Polsce lipiec jest najcieplejszym miesiącem.

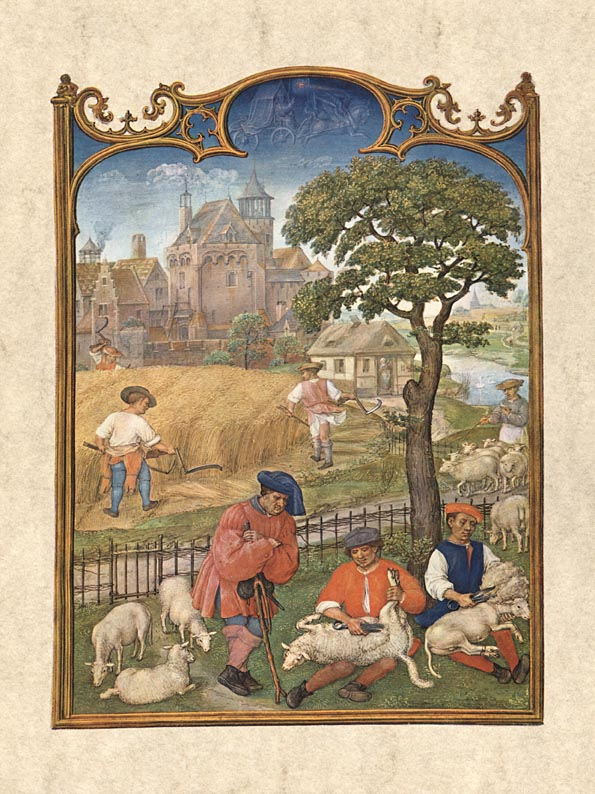
Lipiec, ilustracja z Brewiarza Grimaniego, ok. 1510.

Lipiec jest miesiącem letnim na półkuli północnej, a zimowym na południowej. Nazwa miesiąca (według Brücknera) (dawniej również lipień, por. ukr. липень / łypeń, błr. ліпень / lipień) pochodzi od kwitnących wówczas lip. Lipy notabene kwitną na przełomie czerwca i lipca (por. chorw. lipanj ‛czerwiec’, litew. liepa). Łacińska nazwa Iulius (zobacz: kalendarz rzymski) została nadana na cześć Juliusza Cezara i różnych formach została zapożyczona przez większość języków europejskich. Przed zmianą nazwy miesiąc nazywał się Quintilis.